# رود غراهام
رود غراهام هو لاعب هوكي الجليد كندي، ولد في 19 أغسطس 1946 في لندن في كندا.

## وصلات خارجية
- رود غراهام على موقع دوري الهوكي الوطني (الإنجليزية)
- رود غراهام على موقع قاعة مشاهير الهوكي (لاعب أن.إتش.أل) (الإنجليزية)
- رود غراهام على موقع EliteProspects.com (الإنجليزية)
- رود غراهام على موقع HockeyDB.com (الإنجليزية)
- رود غراهام على موقع Hockey-Reference.com (الإنجليزية)